# ساموئل دارچی
ساموئل دارچی (انگلیسی: Samuel Darchy؛ زادهٔ ۳۰ مهٔ ۱۹۸۰) بازیکن فوتبال اهل فرانسه است.
از باشگاه‌هایی که در آن بازی کرده‌است می‌توان به باشگاه فوتبال کلرمون فوت و باشگاه فوتبال باستیا اشاره کرد.